# John Prentice
John Prentice (* 1926 in Shotts, Lanarkshire, Schottland; † 10. Februar 2006 in Australien) war ein schottischer Fußballspieler und -trainer.

## Karriere

### Spieler
Prentice kam 1944 von dem Amateurverein Carluke Rovers zu Heart of Midlothian, wo er sich aber nie durchsetzen konnte. Sechs Jahre später wurde er von den Glasgow Rangers verpflichtet. 1956 wechselte er innerhalb der Scottish Premier League zu FC Falkirk. Hier war Prentice auch Kapitän. Ab 1959 spielte er noch ein Jahr bei FC Dumbarton, bevor er 1960 seine Karriere als Aktiver beendete.

### Trainer
Im April 1960 übernahm der Schotte für die letzten zwei Spiele der Saison den FC Arbroath aus der Scottish First Division. In seiner ersten Saison führte er Arbroath auf den 12. Tabellenplatz. 1962 verließ er den Verein und wurde Trainer von FC Clyde. Im März 1966 wurde er Teamchef der schottischen Nationalmannschaft und löste Jock Stein ab, der neben seiner Arbeit als Vereinstrainer bei Celtic Glasgow auch Schottland trainiert hatte. Prentice blieb aber nur sechs Monate Nationaltrainer und kehrte dann wieder zum Vereinsfußball zurück. 1966 übernahm er seinen Ex-Club FC Falkirk. Zwischen 1968 und 1971 trainierte er den FC Dundee. Ab 1971 bis zu seinem Karriereende im Jahr 1975 war er noch einmal Übungsleiter von FC Falkirk.
1987 zog er nach Australien, wo er im Jahr 2006 im Alter von 79 Jahren an einem Gehirntumor starb.
Prentice hatte einen Sohn namens Alan.

## Erfolge
als Spieler
- Scottish FA Cup: 1957 (mit FC Falkirk)
- Schottischer Meister: 1953, 1956 (mit den Glasgow Rangers)